# Iglesia y atrio de La Jalca
La iglesia y atrio de La Jalca es un edificio religioso ubicado en el distrito de La Jalca, provincia de Chachapoyas en el departamento de Amazonas en Perú. Fue construido en el siglo XVI. Fue declarada Patrimonio Cultural de la Nación.
El 28 de noviembre de 2021, su torre se derrumbó a causa de un terremoto de 7 grados de intensidad.